# Baldaia (apelido)
Baldaia (Baldaya na grafia arcaica) é um apelido de família da onomástica da língua portuguesa é oriunda da cidade do Porto, da geração dos Baldaias a que pertenceram D. Fernão Baldaia, que militou no Oriente no século XVI, perdendo ai a vida durante um combate com os castelhanos e a D. Afonso Gonçalves Baldaia.

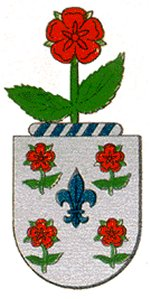
Escudo do Brasão da familia Baldaia.

## Origens históricas
A Família Baldaia ou Baldaya, como também aparece escrito, provem, segundo a maioria dos genealogistas de uma alcunha. 
D. Afonso Gonçalves Baldaia, que foi copeiro-mor do Infante D. Henrique. Partiu no ano de 1434, numa nau armada por aquele príncipe à descoberta da costa ocidental de África.

## Brasão de armas
De prata, uma flor-de-lis azul, acantonada de quatro rosas naturais de vermelho, com pés e folhas de verde. Timbre: uma rosa do escudo, carregada de uma flor-de-lis no centro.

## Ao longo dos Séculos os Baldaia foram
- Abades de Sobrado
- carpinteiros
- Fabricantes de urnas